# تقی علیقلی‌زاده
تقی علیقلی‌زاده (زاده ۱۳۳۹ - تهران) تهیه‌کننده سینما اهل ایران است.
از مسئولیت‌های وی می‌توان به عضویت در هیئت مدیره شرکت نمایشگران (پخش فیلم‌های سینمایی)، مدیرعامل و عضو هیئت مدیره مؤسسه فرهنگ و تماشا و عضو هیئت مدیره پردیس سینمایی زندگی اشاره کرد.

## فیلم‌شناسی
- رستاخیز (۱۳۹۲)
- زمان می‌ایستد (۱۳۸۴)
- دوئل (۱۳۸۲)
- شب یلدا (۱۳۸۰)
- دارا و ندار (۱۳۷۸)
- شراره (۱۳۷۸)
- متولد ماه مهر (۱۳۷۸)
- برخورد (۱۳۷۰)